# تلمبه غلامی
تلمبه غلامی یک منطقهٔ مسکونی در ایران است که در دهستان سفیدار واقع شده‌است.